# 新上五島町立今里小学校
新上五島町立今里小学校（しんかみごとうちょうりつ いまざとしょうがっこう）は長崎県南松浦郡新上五島町今里郷にあった公立小学校。略称「今小」（いましょう）。五島列島の中通島に位置していた。
2023年（令和5年）3月末をもって閉校し、新上五島町立青方小学校へ統合された。

## 概要
歴史
1874年（明治7年）に浜ノ浦小学校の分校として創立。2014年（平成26年）に創立140周年を迎えた。2023年（令和5年）3月末をもって閉校し、149年の歴史に幕を下ろした。
校区
長崎県南松浦郡新上五島町のうち上五島地区（跡次、三日ノ浦、桂山、佐ノ原、今里、真手ノ浦）。
中学校区は新上五島町立上五島中学校。
学校教育目標
「きらりとかがやく今里っ子」
校章
校名の「今里」の文字を図案化したもの（「今」と「ト」の文字を3個並べて「今3ト」→「今里」）を背景にして、中央に小の文字を置いている。
校歌
作詞・作曲ともに青方鱗太郎による。歌詞は3番まであり、歌詞中に校名は登場しない。

## 沿革
- 1874年（明治7年）7月5日 - 「第五大学区第五中学区[3]浜ノ浦小学校今里分校」として開校。
  - 当初校舎はなく、今里郷字平岩にある地蔵堂を仮校舎として授業を開始。
- 1881年（明治14年）6月6日 -「青方学区公立中等浜ノ浦小学校今里分校」に改称。
- 1886年（明治19年）9月1日 - 小学校令の施行により、「簡易今里小学校」に改称。修業年限を3年とする。三日ノ浦分校を統合。
- 1889年（明治22年）4月1日 - 町村制の施行により、浜ノ浦村立の小学校となる。
- 1893年（明治26年）6月1日 - 「今里尋常小学校」に改称。修業年限を4年とする。三日ノ浦分教場を設置。
- 1905年（明治38年）- 字里元に新校舎が完成。三日ノ浦分教場を廃止。
- 1910年（明治43年）8月 - 新校舎が完成。
- 1916年（大正5年）
  - 4月1日 - 1教室増築。
  - 9月1日 - 今里実業補習学校を併設。
- 1931年（昭和6年）4月 - 併設の今里実業補習学校が廃止される。
- 1941年（昭和16年）4月1日 - 国民学校令の施行により、「浜ノ浦村今里国民学校」に改称。尋常科を初等科に改め、高等科を新設（初等科6年・高等科2年）。
- 1945年（昭和20年）1月 - 新校舎が完成。
- 1947年（昭和22年）4月1日 - 学制改革（六・三制の実施）が行われる。
  - 国民学校の初等科が改組され「浜ノ浦村立今里小学校」（修業年限6年）となる。
  - 国民学校の高等科は、新制中学校「浜ノ浦村立今里中学校」（修業年限3年）に改組され、小学校に併設される。
- 1948年（昭和23年）
  - 3月31日 - 併設の今里中学校が浜ノ浦村立浜ノ浦中学校への統合のため廃止される。
    - ただし浜ノ浦中学校本校の教室不足のため、今里小学校の余剰教室を使用して授業を継続。

  - 9月 - 父母と教師の会が発足。
- 1949年（昭和24年）
- 1954年（昭和29年）9月20日 - 創立80周年を記念して校旗を新調。
- 1956年（昭和31年）6月1日 - 青方町と浜ノ浦村が合併して上五島町の発足により、「上五島町立今里小学校」に改称。
- 1959年（昭和34年）- 児童在籍数が最大285名を記録[1]。
- 1967年（昭和42年）10月 - 報徳池を埋め立て、簡易プールが完成。
- 1970年（昭和45年）1月17日 - 新校舎が完成。
- 1971年（昭和46年）3月 - 体育館が完成。
- 1974年（昭和49年）
  - 9月 - 創立100周年記念式典を挙行。
  - 11月 - 日時計を設置。二宮尊徳像を移設。
- 1980年（昭和55年）
  - 3月 - クジラの骨観察棟が完成。
  - 9月 - 少年消防隊が発足。
- 1988年（昭和63年）
  - 3月 - 校庭にアスレチック遊具を設置。
  - 5月 - のびのび体験学習を開始。
- 1991年（平成3年）7月 - 校舎を改築。
- 2002年（平成14年）
  - 4月 - 旧体育館を解体。
  - 9月 - 校地に上五島町立青方幼稚園の新園舎が完成。
- 2003年（平成15年）5月 - 校旗を新調。
- 2004年（平成16年）8月1日 - 新上五島町の発足により、「新上五島町立今里小学校」（現校名）に改称。
- 2023年（令和5年）
  - 3月17日 - 閉校記念式典を挙行[1][2]。
  - 3月31日 - 新上五島町立青方小学校への統合により、閉校し、149年の歴史に幕を閉じた[1][2]。
    - 最終年度の学級数は3、生徒数は12（6年生を含む）、職員数は11。

## 跡地
旧校舎は閉校後に改修され、2025年（令和7年）4月に「こども未来交流センター『きらり』」がオープンすることとなった。旧校舎には今里子育て支援センターや、主に未就学児を対象に遊具を設置した「つばき島エリア」が設けられる。また旧体育館には主に小学生を対象に大型遊具を設置した「オーシャンエリア」が設けられる。

## アクセス
最寄りのバス停
- 西肥自動車（西肥バス）五島営業所「今里小学校」バス停

最寄りの港
- 青方港 - 野母商船が博多港との間にフェリーを運航している。

最寄りの国道・県道
- 国道384号　「今里」交差点

## 同名の小学校
長崎県内
- 対馬市立今里小学校（対馬市）

## 参考資料
- 「上五島町郷土誌」（1986年（昭和61年）3月発行, 上五島町）
- 「上五島町郷土誌」（2004年（平成16年）7月発行, 上五島町）- 閉庁記念